# Sněžka

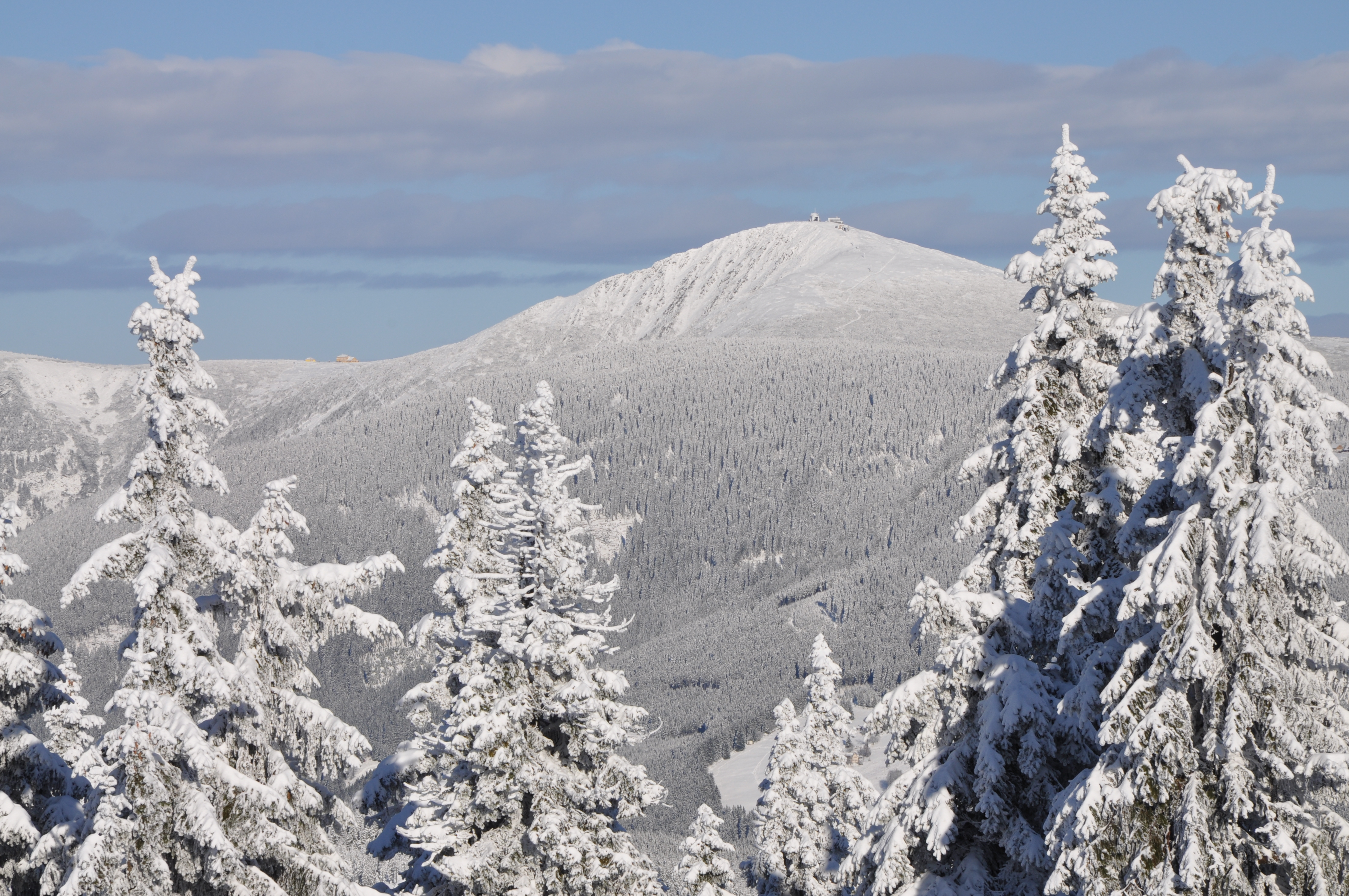
Sněžka vintertid.

Sněžka (tjeckiska) eller Śnieżka (polska), tyska: Schneekoppe, är det högsta berget i bergskedjan Sudeterna, beläget på gränsen mellan Tjeckien och Polen. Med en höjd på 1 603 meter över havet är det Tjeckiens högsta berg; i Polen finns dock högre toppar i Tatrabergen.

## Geografi
Toppen ligger på nationsgränsen mellan länderna och är lätt tillgänglig för turister, med en gondolbana och en toppstation samt flera vandringsleder upp till toppen. Närmaste stad på den tjeckiska sidan är Pec pod Sněžkou, där gondolbanan börjar. På den polska sidan ligger berget i Karpacz stadskommun.
Toppen ligger ovanför trädgränsen. På toppens polska sida ligger Laurentiuskapellet, uppfört på 1600-talet, och en futuristisk turiststation och väderstation uppförd på 1970-talet. På den tjeckiska sidan finns ett postkontor och toppstationen för gondolbanan.

## Klimat
Klimatet och växtligheten i området karaktäriseras som alpina. Årsmedeltemperaturen på toppen är 0,2 °C. Den naturliga trädgränsen ligger på omkring 1200 meters höjd, med lägre vegetation härifrån upp till omkring 1450 meters höjd.

## Historia

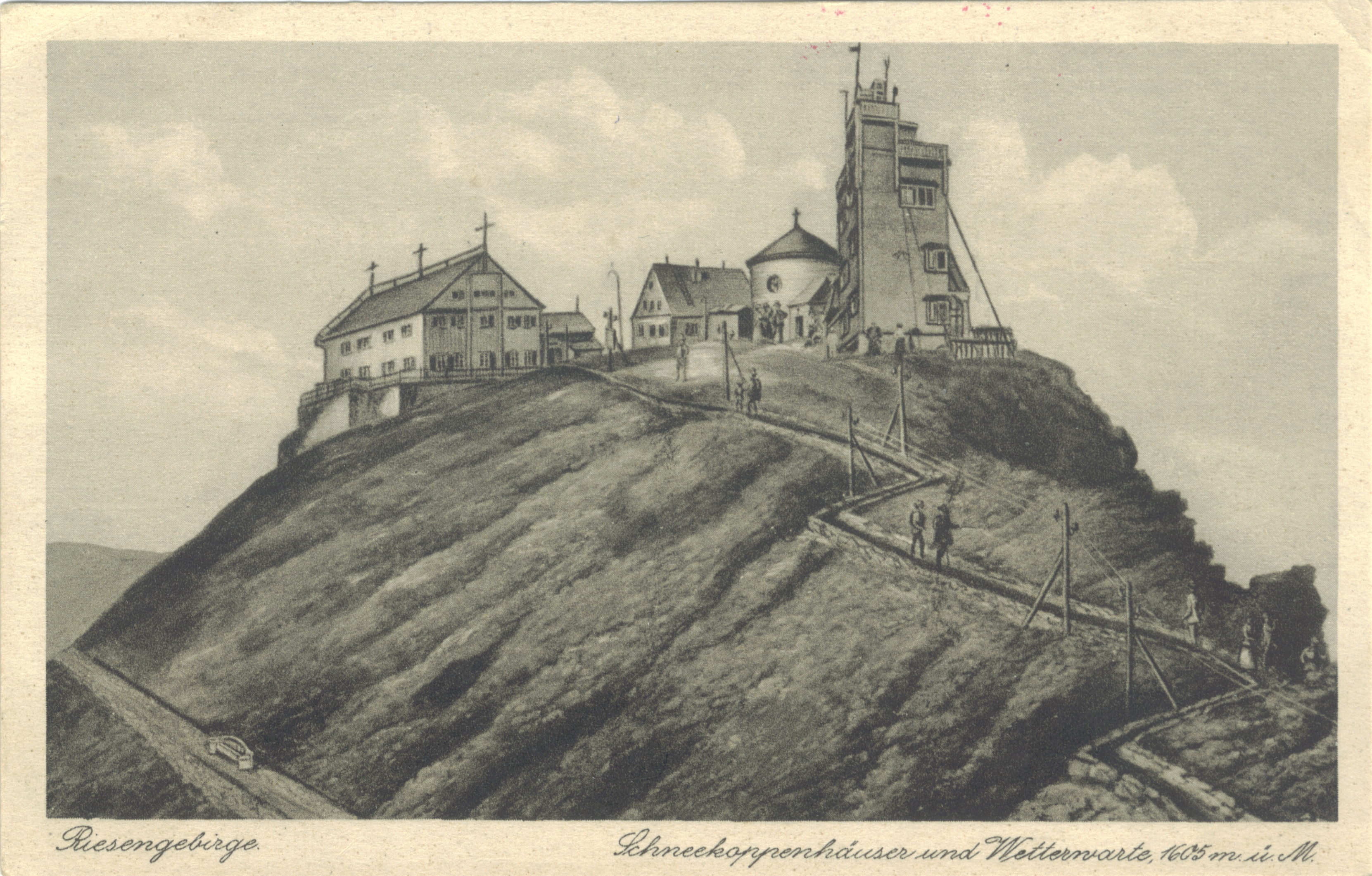
Bebyggelsen på toppen omkring år 1900.

Det första kända tyska namnet på berget var Riesenberg, "jätteberget", omnämnt av Georgius Agricola och på Martin Helwigs karta över Schlesien i mitten av 1500-talet. Namnet kom senare att ändras till Riesenkoppe på tyska, "jättehuvudet", som den högsta toppen i Riesengebirge, och slutligen till Schneekoppe ("snöhuvudet"). Det slaviska namnet Sněžka betyder "snötäckt". På polska kallades berget i äldre tid även Góra Olbrzymia, "jätteberget".
De första skriftligt belagda bestigningarna av toppen skedde på 1400-talet. År 1453 besteg en venetiansk köpman berget i sitt sökande efter ädelstenar. Gruvdrift efter koppar, järn och arsenik bedrevs också på berget, av vilket spår fortfarande kan ses. S:t Laurentiuskapellet på toppen uppfördes av Schaffgotschfamiljen 1668-1681 och tillhörde klostret i Warmbrunn nära Hirschberg fram till klostrets upplösning 1810. 
I september 1790 besteg Johann Wolfgang von Goethe berget. Under 1800-talet blev området ett välbesökt turistmål, med ett värdshus på toppen av berget. Det preussiska kungaparet Fredrik Vilhelm III och Louise av Mecklenburg-Strelitz besteg toppen år 1800. Den senare amerikanske presidenten John Quincy Adams skildrade sin bestigning av toppen i augusti samma år i en reseberättelse om Schlesien.
Mellan 1742 och 1945 var berget den högsta punkten i Preussen, och år 1900 öppnades en väderstation på toppen. Sedan andra världskrigets slut 1945, då berget blev gräns mellan Tjeckoslovakien och Polen, har turismen kraftigt tilltagit. 1946 byggdes en lift från staden Pec pod Sněžkou på den tjeckiska sidan till toppen. 2009 störtade delar av den polska toppstationen in på grund av belastningen från extrema mängder snö, men reparerades senare. Den äldre liften ersattes 2014 av en modern gondolbana.

## Berget som symbol
Det tyska livsmedelsföretaget Schneekoppe GmbH & Co. KG döptes efter berget 1927. Den polska staden Karpacz och den tjeckiska staden Pec pod Sněžkou, i vars kommuner berget ligger, har berget i sina stadsvapen.